# Wypadek kolejowy w Ospedaletto Lodigiano

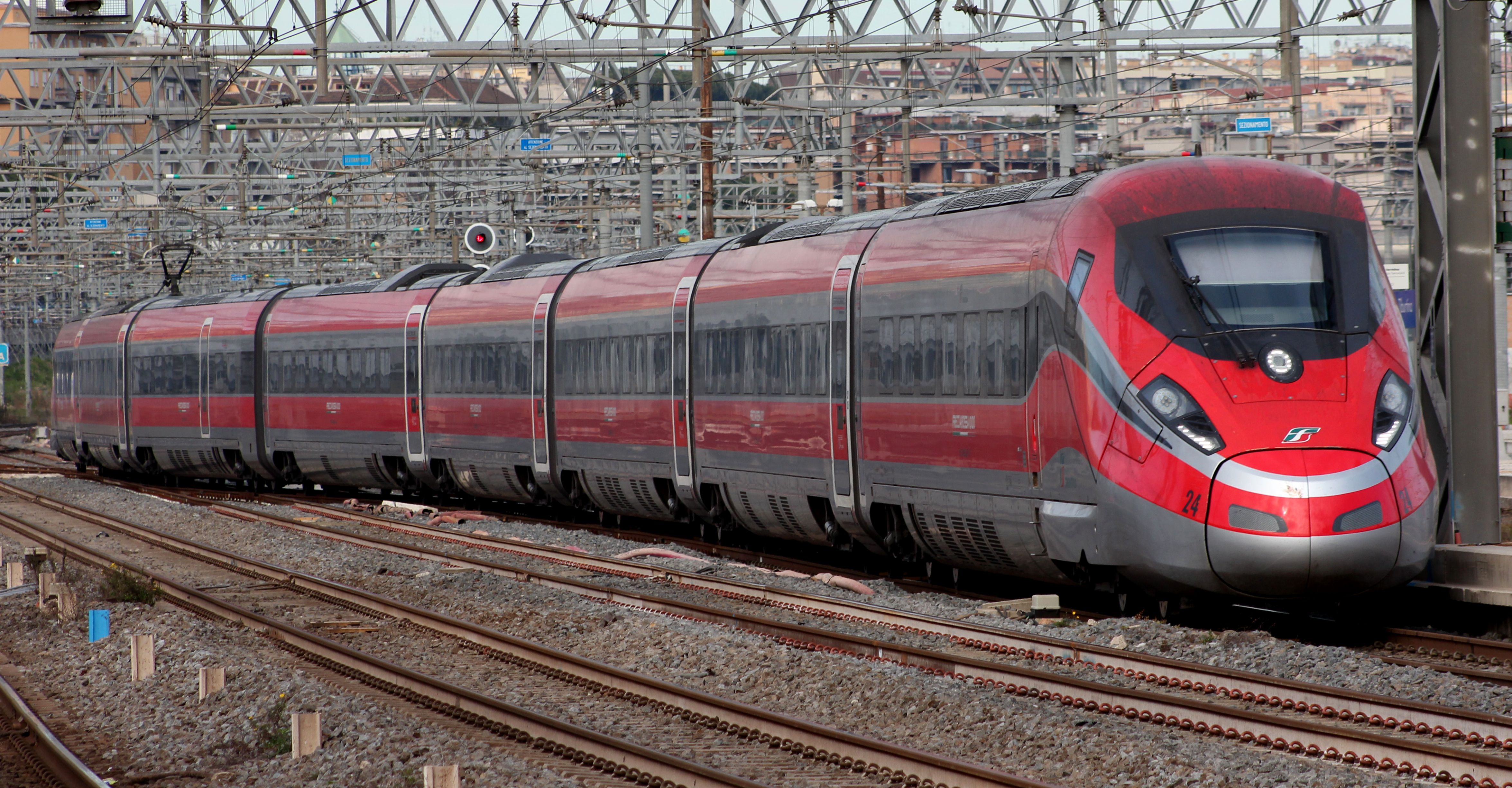
Pociąg tego samego typu, jak uczestniczący w wypadku

Wypadek kolejowy w Ospedaletto Lodigiano – wypadek kolejowy, który miał miejsce 6 lutego 2020 o godzinie 5:35 we włoskim mieście Ospedaletto Lodigiano. W jego wyniku poniosły śmierć 2 osoby, a 31 zostało rannych.
Zespół trakcyjny dużych prędkości typu ETR 1000 jako pociąg Frecciarossa 9595 włoskiego państwowego przewoźnika «Trenitalia» relacji Mediolan – Salerno o godzinie 5:10 opuścił stację początkową i poruszał się po linii kolei dużych prędkości Mediolan – Bolonia. 45 km od Mediolanu, w rejonie stacji Ospedaletto Lodigiano, przy prędkości ok. 290 km/h, nastąpiło wykolejenie – wagon sterowniczy oderwał się od składu i został odrzucony kilkanaście metrów od torowiska, gdzie nastąpiła kolizja z budynkiem kolejowym i pociągiem roboczym. Jeden wagon z reszty składu przewrócił się, pozostałe nie zostały znacząco uszkodzone.
W wyniku wypadku zginęło dwóch kolejarzy – maszynista Giuseppe Cicciù (52 l.) i inny pracownik Mario Di Cuonzo (59 l.). 31 osób zostało rannych, w tym 27 bardzo lekko. Pociąg przewoził bardzo niewielu pasażerów. W akcji ratunkowej użyto m.in. dwóch śmigłowców.
Wypadek spowodował poważne zakłócenia w ruchu pociągów – pociągi dużej prędkości zostały skierowane na konwencjonalną linię kolejową biegnącą równolegle.
Wypadek wydarzył się w miejscu, gdzie trwały prace konserwacyjne na linii, ale początkowo nie było wiadomo, czy mogło to mieć jakiś wpływ na zdarzenie. Wstępnie przypuszczano, że przyczyną zdarzenia mogło być niewłaściwe przestawienie zwrotnicy nr 5 w rejonie stacji, przez którą wcześniej przejeżdżał pojazd ekipy naprawczej, oraz błędy w komunikacji związanej z pracami. Śledztwo prowadziła prokuratura w Lodi – oczekiwano, że kluczem do wyjaśnienia przyczyn wypadku będzie odczytanie zapisów z rejestratora jazdy.
Prowadzone śledztwo w kolejnych ustaleniach jako przyczynę katastrofy wskazało wadliwy rozjazd nr 5 – w hydraulicznym napędzie zwrotnicy okablowanie było niewłaściwie połączone, co skutkowało błędnym odczytem położenia rozjazdu. W związku z tą wadą fabryczną włoski ANSF (odpowiednik polskiego Urzędu Transportu Kolejowego) ogłosił alert bezpieczeństwa dotyczący napędu zwrotnicowego typu S60UNI/400/0,074 prod. «Alstom SpA», gdyż podejrzewano, że podobna wada może występować w innych egzemplarzach tego urządzenia.